# Norman Atlantic
MS Norman Atlantic var en roll-on/roll-off passager (ROPAX) færge, som var ejet af det italienske rederi Visemar di Navigazione. Færgen blev lejet af det græske rederi ANEK Lines fra December 2014. Tidlig om morgenen den 28. december 2014 opstod en brand ombord på færgen kort tid efter, at færgen havde forladt havnen i Igoumenitsa i Grækenland. Ildebranden har krævet mindst 11 menneskeliv og ca. 19 personer er fortsat savnede. Ifølge italienske myndigheder blev 477 reddet i live, 9 lig er reddet, to personer eller lig blev set, men kunne ikke reddes og forsvandt i Adriaterhavet. Pr. 8. januar 2015, dvs. 11 dage efter at ilden brød ud ombord, brænder skibet fortsat, og det forhindrer inspektion af de lavereliggende dæk.

## Branden i 2014
Norman Atlantic var i rutefart mellem Patras, en havneby på Grækenlands vestkyst, og Ancona, en by ved Italiens østkyst, og sejlede i Otrantostrædet i Adriaterhavet, da ilden opstod. Vejret var meget dårligt med kraftig vind, regn og slud og 5 meter høje bølger. Ilden bredte sig til hele skibet, og alle måtte flygte op på de øverste dæk og stå ude i den frysende blæst, sne og slud, samtidig med, at dækket var glohedt. Flere fik skoldede fødder, og nogle kunne berette, at deres sko smeltede af varmen. Flere ringede med mobiltelefoner til deres nærmeste, og enkelte talte med medierne. Mandag formiddag, over et døgn efter at ilden startede, var 335 af de formodede 478 passagerer og besætningsmedlemmer evakueret fra skibet. Redningsarbejdet varede halvandet døgn. Redningsindsatsen blev organiseret af italienske myndigheder, men tre lande var involveret i redningsarbejdet, Italien, Grækenland og Albanien. Kaptajnen forlod som den sidste færgen 36 timer efter at ildebranden opstod.
Mindst 11 personer mistede livet i selve ulykken. Derudover døde to albanske besætningsmedlemmer, som deltog i slæbningen af færgen.
Ifølge ANEK Lines var det samlede antal af passagerer og besætningsmedlemmer ifølge skibets passagerliste 478, hvilket blev dog revideret til 475 den 29. december, da det viste sig, at tre personer på listen aldrig gik ombord på skibet, og et besætningsmedlem som havde sovet i land, ikke gik ombord igen. Derudover var en ægtefælle til en af besætningsmedlemmerne med ombord men fremgik ikke af passagerlisten.
En canadisk familie på fire kunne efter ulykken fortælle om hvordan de som en del af en gruppe på ca. 150 personer kom i en redningsbåd, hvor de drev rundt i det kolde hav med høje bølger, og 3 til 4 timer senere blev reddet af fragtskibet Spirit of Piraeus.De andre redningsbåde var enten defekte eller ødelagde af branden, derfor måtte de fleste andre vente til de blev løftet op en efter en med helikopter.
Ifølge flere af de overlevende, så blev de ikke vækket af nogen brandalarm eller ved at besætningen vækkede dem. Nogle vågnede på grund af røgen, som fyldte kabinerne, hvor de lå og sov, andre vågnede, da andre passagerer bankede på dørene for at vække de andre. Ifølge Norman Atlantics kaptajn, Argilio Giacomazzi, så valgte han i starten af ildebranden at undlade brug af alarmklokkerne for at undgå panik. Alarmen blev kun aktiveret der hvor mandskabet var. Han mente ikke at ilden var så stor, at det var nødvendigt at aktivere alarm over hele skibet. Men senere havde alarmen lydt over hele skibet, sagde Giacomazzi under et 5,5 timer langt forhør.
Nogle dage efter ulykken blev der rejst tvivl om antallet af personer ombord på færgen. Udmeldinger fra italienske myndigheder tyder på, at 499 personer var med færgen, da ilden opstod, heriblandt var 487 passagerer og 12 besætningsmedlemmer. Græske myndigheder fastholder, at besætningen talte 55 og at der var 478 personer ombord på færgen. Disse tal tæller ikke mulige illegale flygtninge med, som kan have skjult sig ombord på færgen. Tre af de reddede personer viste sig at være to afghanske og en syrisk illegale flygtninge, som rejste som blinde passagerer og derfor ikke figurerede på skibets liste over passagerer. Italiensk myndigheder frygter, at der kan have været flere illegale flygtninge ombord, som ikke er undsluppet ildebranden. I 2014 har italienske myndigheder fundet 107.000 illegale flygtninge ombord på skibe, som er ankommet til Italien. Der har været uenighed om, hvor mange passagerer fra Norman Atlantic savnes. Italiensk myndigheder sagde, at op til 98 personer menes at være savnede efter ulykken, men senere reviderede de tallene og nævnte, at ca. 10 - 15 personer var savnede efter ildebranden. Ifølge græske myndigheder er der tale om 18 eller 19 personer, som endnu er savnede, af disse er ni grækere.
Så vidt vides, var der ingen skandinaver ombord på Norman Atlantic. Der var folk fra flere forskellige nationer ombord, de fleste var grækere, men andre kom bl.a. fra Tyskland, Italien, Tyrkiet, Frankrig, Holland og Georgien. Flere georgiske statsborgere var ombord på færgen, da branden opstod, en af dem, den ortodokse præst, Ilia Kartozia, druknede efter at han gav sin plads i redningsbåden til en kvinde. Et vidne så ham falde over bord lidt senere, de kastede redningskrans ud til ham, men bølgerne var så høje, at det var umuligt. Hans lig blev fundet ud for Lecce den 31. december 2014.
En tyrkisk statsborger, Hakan Akkaya, er en af de savnede personer, han ringede til sin familie og sagde, at han var kommet ombord på en af redningsbådene, og siden har ingen hørt fra ham.
Ud af ni genfundne ofre var tre græske passagerer (Kostantinos Koufopoulos, Nikolaus Paraschis og Gerasimos Kazantzidis), to italienske (Giovanni Rinaldi og Michele Liccardo), to tyske (Afroditi Muller og Racha Charif), en georgisk (Ilia Kartozia) og en tyrkisk (Havise Savas). Derudover blev to albanske søfolk fra slæbebåden Iliria (Petrit Jahja og Edmund Hila) dræbt i en ulykke i bugseringen af vraget. Mindst ni græske passagerer (Evangelos Karavangelis, Alexandros Koufogiorgis, Ioannis Symeonidis, Vasilis Tsamis, Apostolos Nikolaras, Georgios Papadopoulos, Ioannis Sofos, Nikolaos Sagiridis og Giorgios Doulis), fire tyrkisk (Hakan Akkaya, Samira Serif, Abdel Serif og Farhan Muhammed) to italienere (Giuseppe Mancuso og Carmine Balzano) og en tysk (mor til Racha Charif) er blandt dem, der stadig savnes (pr. 14. januar 2015).
Den 1. - 2. januar 2014 blev færgen trukket fra Albanien til Brindisi, hvor italienske myndigheder vil undersøge, om der findes flere lig ombord. Den 5. januar 2015 lå skibet ved kaj i Brindisi, men det brændte stadig ombord, hvilket gjorde det umuligt at søge efter lig på bildækket, hvor branden var opstået. Den 10. Januar 2015 lykkedes det at slukke ilden.
En måned før ulykken, den 29. november 2014 opstod er ildebrand i en anden af ANEK Lines færger, der var tale om færgen Ierapetra L, hvor der opstod en ildebrand i maskinrummet kort tid efter, at færgen havde forladt havnen i Brindisi, Italien, der var ingen passagerer ombord, da ilden opstod, og ingen omkom.

### Undersøgelse iværksat
Italienske myndigheder har iværksat en kriminalundersøgelse af ildebranden. Undersøgelsen skal stadfæste, om kriminel forsømmelse har spillet en rolle i ulykken. Judge Giuseppe Volpe er ansvarlig for undersøgelsen. Den . januar 2015 besluttede anklagerens kontor i Bari, at undersøgelsen skulle udvides til også at omfatte fire andre personer, to besætningsmedlemmer og to repræsentanter fra det græske rederi ANEK Lines, som lejede færgen.
Græske myndigheder har også startet en forundersøgelse.